# Два гусари
«Два гуса́ри» (рос. «Два гусара») — український радянський двосерійний художній телефільм 1984 року режисера В'ячеслава Криштофовича, знятий за однойменною повістю Льва Толстого.

## Сюжет
Два гусари, батько і син — дві моралі, два світогляди. Старший Турбін легковажний у любові, але надійний в дружбі і принциповий в питаннях честі. Молодший Турбін не витримує порівняння з батьком — він розважливий, дрібний і корисливий «гусар нового покоління».

## У ролях
- Олег Янковський —  граф Федір Іванович Турбін  /  граф Турбін-молодший
- Нійоле Ожеліте —  Анна Федорівна Зайцева в молодості
- Олександр Сирин —  Завальшевский в молодості
- Олександр Абдулов —  Сашка
- Сергій Жигунов —  Михайло Васильович Ільїн
- Анатолій Грачов —  Лухнов
- Микола Олійник —  офіцер
- Олександр Адабаш'ян —  купець
- Ніна Архипова —  Анна Федорівна Зайцева
- Ольга Меліхова —  Лізонька
- Олександр Вокач —  Завальшевский
- Олексій Веселкін —  корнет Полозов
- Олена Михайлова —  Устюша
- Віктор Демерташ —  пан на балу
- Євген Дворжецький —  залицяльник Анни Федорівни
- Юрій Рудченко —  справник
- Неллі Волшанінова —  Стеха
- Ігор Стариков —  лисий пан
- Сергій Подгорний
- Микола Гудзь —  пан на балу
- Михайло Ігнатов —  Йоган

## Творча група
- Автори сценарію: Владіч Неделін, В'ячеслав Криштофович
- Режисер-постановник: В'ячеслав Криштофович
- Оператор-постановник: Вілен Калюта
- Художник-постановник: Сергій Хотімський
- Композитор: Вадим Храпачов
- Звукооператор: Зоя Капістинська
- Режисер: Володимир Крайнєв
- Оператор: А. Шигаєв
- Режисер монтажу: Елеонора Суммовська
- Художник по костюмах: Інна Биченкова
- Художники по гриму: Людмила Семашко, Галина Тишлек
- Художник-декоратор: В. Рожков
- Комбіновані зйомки: оператор — Олександр Пастухов, художник — Володимир Цирлін
- Редактор: Тарас Рильський
- Директор картини: Михайло Костюковський